# جيمس إروين
جيمس بنسون "جيم" إيروين (17 مارس 1930 - 8 أغسطس 1991)، رائد فضاء أمريكي، ومهندس طيران، وطيار اختبار، وطيار في القوات الجوية الأمريكية. شغل منصب طيار الوحدة القمرية لمركبة أبولو 15، وهي رابع مهمة هبوط بشري على سطح القمر. كان الشخص الثامن الذي مشى على القمر وأول وأصغر من يموت من رواد الفضاء.

## النشأة والتعليم
ولد إيروين في 17 مارس 1930، في بيتسبرغ، بنسلفانيا، كان والده جيمس ويليام إيروين (1896-1979) من قدامى المحاربين في الحرب العالمية الأولى بالجيش الأمريكي، أما والدته إلسا ماتيلدا إيروين (1899-1993) فهي من أصول المانية. هاجر أجداد إيروين من جهة الأب إلى الولايات المتحدة من أبرشية ألتمور في بوميروي في مقاطعة تيرون، أيرلندا (أيرلندا الشمالية اليوم) حوالي عام 1859.
في سن الثانية عشرة تقريبًا، أبلغ والدته برغبته في الذهاب إلى القمر، وأخبرها أنه قد يكون أول شخص يفعل ذلك (وانتهى به الأمر ليصبح الثامن). تخرج من المدرسة الثانوية الشرقية في سولت ليك سيتي بولاية يوتا في عام 1947. وحصل على درجة بكالوريوس العلوم في العلوم البحرية من الأكاديمية البحرية الأمريكية في عام 1951، ودرجة الماجستير في العلوم في هندسة الطيران وهندسة الأجهزة من جامعة ميشيغان في عام 1957.
تدرب على الطيران في قاعدة ريس الجوية في تكساس وأنهى التدريب في مدرسة طياري الاختبار التابعة للقوات الجوية في عام 1961. وحصل قبل التحاقه بوكالة ناسا الفضائية على عدة ميداليات تقديرية، حيث يبلغ مجموع طلعاته الجوية 4750 طلعة.

## نشاطه في ناسا

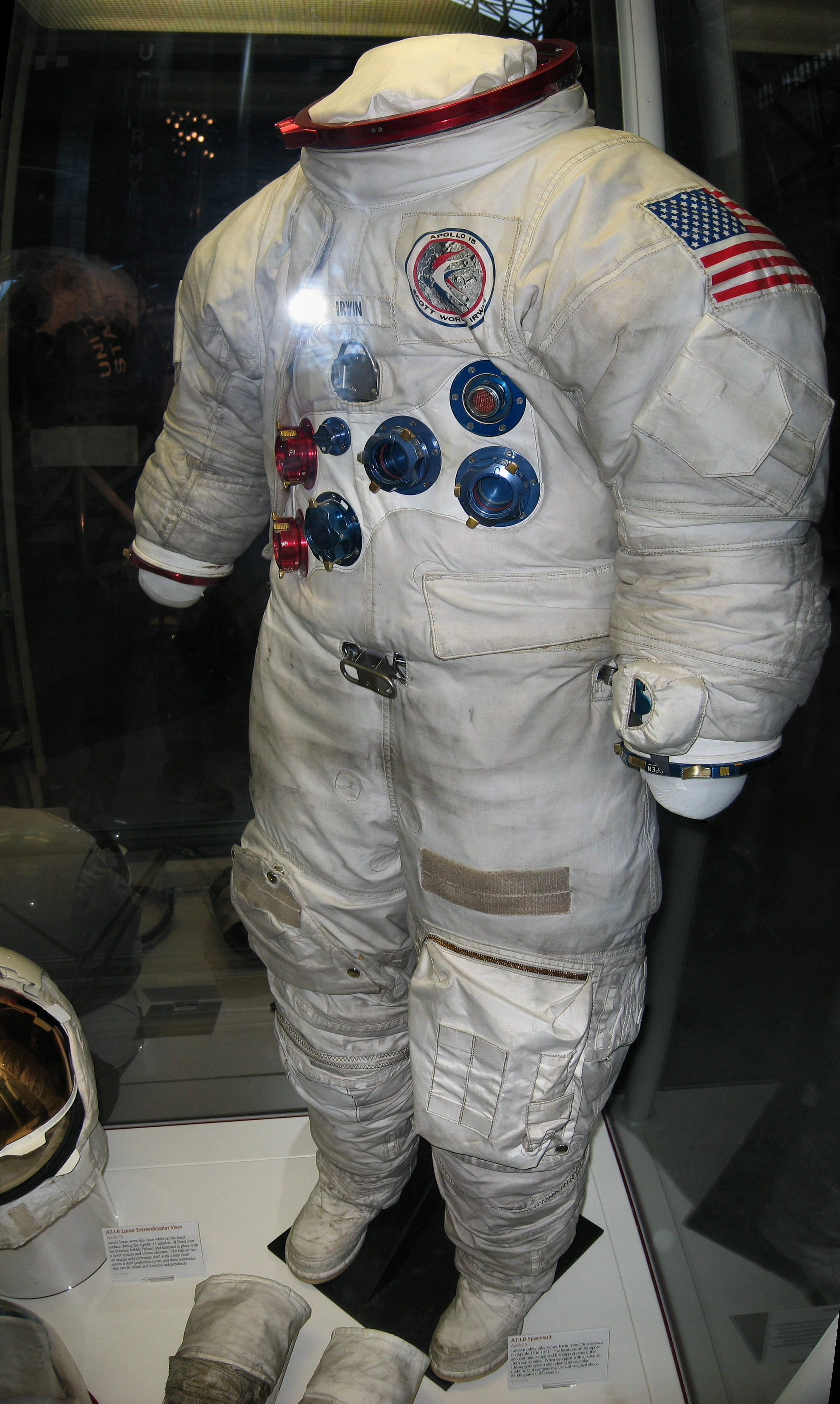
زي الفضاء الخاص بجيمس إروين أثناء رحلة أبولو 15.

### التحاقه
كان جيمس إروين من رواد الفضاء الأوائل الذين اختارتهم ناسا، فكان رائد الفضاء ذو التسلسل19، وعمل ضمن الطاقم الاحتياطي لرحلة الفضاء أبولو 10، وهذا يعني أنه وزملائه أجروا نفس التدريبات التي تدرب عليها طاقم أبولو 10، وبنفس الدقة بحيث يستطيعون السفر بدلا عنهم بتلك البعثة وتجري تلك التدريبات إما على المركبات الفضائية في مدارات حول الأرض أو بتدريب محكم على نظم المحاكاة، وكانت رحلة أبولو 10 تختص بذهاب ثلاثة رواد فضاء إلى القمر بمركبة الفضاء والدوران حوله على ارتفاع 110 كيلومتر، وهبوط أثنان منهم بمركبة القمر حتى وصلوا إلى ارتفاع 16 كيلومتر من سطح القمر، ثم الصعود وملاقاة زميلهم بمركبة الفضاء الرئيسية والعودة إلى الأرض. ثم كان من ضمن الطاقم الاحتياطي والذي يتكون من القائد ديفيد سكوت وربان المركبة الفضائية Command/Service Module ألفريد وردن وهو كربان للمركبة القمرية Lunar Module لبعثة أبولو 12 للهبوط على القمر.

### أبولو 15

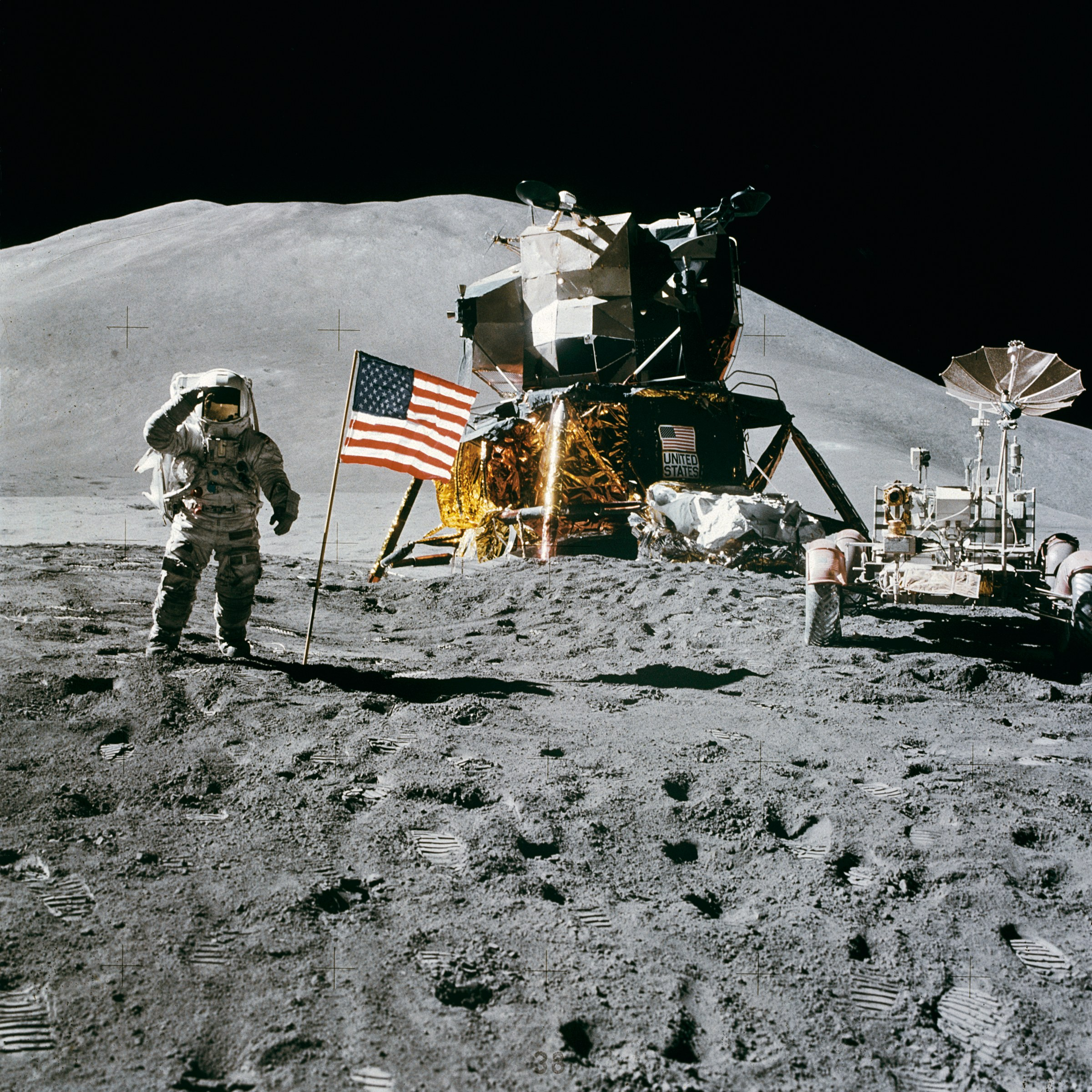
جيمس أروين يعظم الراية الأمريكية على سطح القمر.

بين 26 يولو و 7 أغسطس عام 1971 خلال بعثة أبولو 15 أمضى إروين  295 ساعة كربان لمركبة القمر، كما قام بقيادة العربة القمرية Lunar Roving Vehicle على سطح القمر وجمع مع قائده سكوت عينات من تربة القمر وصخوره في طلعات استكشافية خارج المركبة القمرية لمدة 18 ساعة ونصف بالإضافة إلى 33 دقيقة قام خلالها بتصوير سطح القمر خارج نافذة المركبة القمرية قبل العودة.
وكانت طلعات اروين وسكوت على سطح القمر لأجل تنفيذ أعمال تختص بالبحث العلمي، ولذلك كان من ضمن استعدادات الرواد قبل بعثتهم إلى القمر تدريب عملي في علم المعادن والجيولوجيا، وكان يدربهم العالم المصري فاروق الباز أحد علماء الجيولوجيا الذين اختارتهم ناسا لتدريب رواد الفضاء. وقد ساعدهم ماقاموا به من تدريب في ذلك المجال على العثور والعودة بصخرة تعتبر من أقدم صخور القمر Genesis Rock يقدر عمرها بنحو 7و3 مليار سنة.
تعتبر البعثة أبولو 15 من البعثات القمرية التي أهتمت بالدراسة العلمية لسطح القمر، كما اخذت تلك البعثة معها عربة قمرية تسير بالطاقة الكهربائية تركت بعد ذلك على القمر. ولقد ساعدتهم تلك العربة على الحركة حيث استطاعوا الوصول إلى مسافة عدة كيلومترات بعيدا عن موقع نزولهم. واستطاع كلا من إروين وسكوت جمع عينات مختلفة من تربة سطح القمر وصخوره، وعادوا بها إلى الأرض لدراستها وتحليلها.

## نشاطه بعد مغادرته ناسا
بعد أن غادر جيمس إروين وكالة ناسا الفضائية ألف كتاب عن رحلات الفضاء بعنوان "More Than Earthlings". ومن الجدير بالذكر سفره برحلات استكشافية خلال الفترة بين عامي 1973 و 1982 إلى تركيا للبحث عن بقايا وآثار سفينة نوح على جبل أرارات، ولكن جهوده بائت بالفشل.

## وفاته
عانى إيروين من ثلاث نوبات قلبية خطيرة. حدثت الحالة الأولى بعد أقل من عامين من رحلة أبولو 15، عندما كان يبلغ من العمر 43 عامًا أثناء ممارسة لكرة اليد؛ وخضع لعملية جراحية طارئة لتغيير شرايين ثلاثية. وبعد شهرين فقط أصيب بنوبة قلبية أخرى أثناء التزلج في كولورادو. عانى إيروين من نوبة قلبية ثالثة في 6 يونيو 1986، عندما انهار أثناء الجري وعُثر عليه بلا نبض على الرصيف. وشكك أطباء من وكالة ناسا في أن تكون هذه الحوادث مرتبطة بالسفر إلى الفضاء، وأشاروا إلى أن اختبار ما قبل الرحلة أشار إلى وجود عدم انتظام ضربات قلبه عند ممارسة التمارين الرياضية الشاقة.
في 8 أغسطس 1991، أصيب إيروين بنوبة قلبية رابعة أثناء ركوب الدراجة، وفشلت كل محاولات إنعاشه، توفي إيروين في وقت لاحق من ذلك اليوم ودفن في مقبرة أرلينغتون الوطنية. أنجب من زوجته ماري إلين، التي تزوجها لمدة ثلاثة عقود خمسة أطفال.
ومن بين الرجال الـ12 الذين ساروا على سطح القمر، كان إيروين هو أول من مات. وتكريما له تأسست مدارس جيمس إيروين المستقلة في كولورادو على شرفه.

## اقرأ أيضا
- نيل أرمسترونج
- بز ألدرن
- مايكل كولينز
- جون يونغ
- ألان بين
- شارلز كونراد
- فاروق الباز
- أبولو 8
- أبولو 10
- أبولو 11
- أبولو 17
- مركبة القيادة ووحدة الخدمة
- مركبة الهبوط على القمر
- عربة قمرية

## روابط خارجية
- جيمس إروين على موقع IMDb (الإنجليزية)
- جيمس إروين على موقع الموسوعة البريطانية (الإنجليزية)
- جيمس إروين على موقع إن إن دي بي (الإنجليزية)